# 陸軍航空通信学校
陸軍航空通信学校（りくぐんこうくうつうしんがっこう）は、日本陸軍の軍学校のひとつ。主として航空通信に関する教育と研究等を行った。1940年（昭和15年）8月、水戸陸軍飛行学校内で開設され、同年10月近隣の新築施設に移転した。移転後の学校本部および本校は茨城県東茨城郡（現在の水戸市住吉町）に置かれ、兵庫県加古郡の加古川教育隊など各地に教育隊があった。
1945年（昭和20年）5月、陸軍航空通信学校は水戸教導航空通信師団に、加古川教育隊をはじめとする4個教育隊は加古川教導航空通信団に改編され、同年8月の太平洋戦争（大東亜戦争）終戦により、ともに廃止された。ここでは水戸教導航空通信師団等についても述べる。

## 沿革

### 陸軍航空通信学校
陸軍の航空通信は、当初下志津陸軍飛行学校が教育および研究等を担当し、1938年（昭和13年）7月以後は「一号計画」と通称される軍備増強計画によって新設された水戸陸軍飛行学校が継承していた。一号計画は1937年（昭和12年）からの6か年計画であったが、日中戦争（支那事変）の拡大などにより「二号計画」と呼ばれる修正がなされた。二号計画では航空戦力を地上支援する通信、整備等の充実も行われ、航空通信の教育と研究を専門とする学校の新設が企図された。
1940年（昭和15年）8月、陸軍航空通信学校令（勅令第499号）の施行により陸軍航空通信学校が設立された。学校令の第1条で陸軍航空通信学校は「学生ニ航空関係ノ通信ニ関スル学術ヲ修得セシメ」「通信ニ従事スル少年飛行兵及少年飛行兵ト為スベキ生徒並ニ航空関係ノ通信ニ従事スベキ幹部候補生及下士官候補ヲ教育シ」「航空関係ノ通信ニ関スル調査、研究及試験ヲ行フ所」と定められた。学校の定義は学生を筆頭としているものの、人員数において中心となる教育対象は少年飛行兵および少年飛行兵となる生徒であった。
学校の編制は陸軍航空総監に隷属する校長のもと、幹事、本部、教育部、研究部、教育隊、教導隊、材料廠、および学生である。教育隊には少年飛行兵、生徒、幹部候補生、および下士官候補が所属する。教導隊は学生の教育や通信に関する研究、試験を行う際に必要な兵を、学校外の各隊より分遣して編成するものである。
陸軍航空通信学校令により、同校の被教育者は次のとおり定められた（1940年8月時点）。
- 甲種学生

航空通信部隊に必要な戦術、教練、陣中勤務を修習する者。航空兵科少佐または大尉。
修学期間は約6か月。通常毎年1回入校。
- 乙種学生

通信に必要な学術を修習する者。陸軍航空士官学校の生徒課程を卒業した者。
修学期間は約1年。通常毎年1回入校。
乙種学生課程修了者のうち半数以内の選抜者を高等科として学術をさらに修習させる。
高等科の修学期間は約1年。
- 丙種学生

航空通信部隊に必要な学術を修習する者。陸軍航空士官学校の学生課程を卒業した者。
修学期間は約8か月。通常毎年1回入校。
- 丁種学生

航空通信部隊の下士官に必要な学術を修習する者。航空兵科下士官。
修学期間は約6か月。通常毎年1回入校。
- 特種学生

暗号書の作製および取扱いならびに暗号勤務を修習する者。航空兵科尉官。
修学期間は約4か月。通常毎年1回入校。
特種学生課程修了者中、校長が選抜する若干名を長期学生とし暗号に関する学術を修得させることも可。
長期学生の修学期間は2か月以内。
- 生徒

通信に従事する少年飛行兵となるために必要な学術を修得する者。東京陸軍航空学校卒業者。
修学期間は約1年。通常毎年2回入校。
- 幹部候補生

航空兵科予備役将校に必要な通信に関する学術を修習する者。各隊より分遣する航空兵科甲種幹部候補生。
修学期間は約1年。通常毎年2回入校。
- 下士官候補者

通信に従事する航空兵科下士官となるため必要な学術を修得する者。各隊より分遣の航空兵科下士官候補者。
修学期間は約1年。通常毎年2回入校。
- その他

臨時に各兵科（憲兵科を除く）将校以下を召集し、必要な教育を行うことも可（学校令第6条）。
乙種学生となる陸軍航空士官学校の生徒課程とは士官候補生のことで、丙種学生となる同校の学生課程とは少尉候補者のことである。陸軍航空通信学校は、はじめ茨城県那珂郡前渡村（現在のひたちなか市新光町）の水戸陸軍飛行学校内に設置され、同年10月、近隣の東茨城郡吉田村（現在の水戸市中部）に移転した。
1943年（昭和18年）9月、軍令陸乙第25号により陸軍航空通信学校は本校と同じ吉田村に吉田教育隊を、兵庫県加古郡加古川町と尾上村（ともに現在の加古川市内）に加古川教育隊と尾上教育隊を編成した。
1944年（昭和19年）4月、特別幹部候補生第1期の採用に合わせ陸軍航空通信学校は茨城県東茨城郡長岡村（現在の茨城町北部）に長岡教育隊（教育隊長：内藤二三男中佐）、兵庫県加古郡神野村（現在の加古川市神野町）に神野教育隊（教育隊長：栗栖信之少佐）、熊本県菊池郡泗水町（現在の菊池市泗水町）に菊池教育隊（教育隊長：松永知亮中佐）、宮崎県児湯郡新田村（現在の新富町）に新田原教育隊（教育隊長：吉村清中佐）を編成した。また、このころまでに電波兵器に関する教育も一部で行われるようになった。

### 水戸教導航空通信師団
太平洋戦争の戦況が悪化し、すでに陸軍の航空関係諸学校の多くが教育および研究と平行し、戦力となるように1944年（昭和19年）6月から教導飛行師団等に軍隊化されていた。
1945年（昭和20年）4月末、軍令陸乙第15号により陸軍航空通信学校は航空総軍に隷属する水戸教導航空通信師団に改編され、同時に陸軍航空通信学校加古川教育隊ほか複数の教育隊は同じく航空総軍隷下の加古川教導航空通信団に改編された。水戸教導航空通信師団の任務は主として将校と下士官の教育であり、加古川教導航空通信団は少年飛行兵等の教育が主であった。そのほか陸軍航空通信学校の電波兵器関係の人員と資材を抽出して陸軍電波兵器練習部第1教育隊が長岡教育隊の跡地に編成された。
水戸教導航空通信師団の編制は中将（または少将）を師団長として、司令部、2個教導航空通信隊、1個教導飛行隊、1個教導整備隊である。同師団の編制表による被教育者は、少佐または大尉からなる甲種学生、尉官からなる乙種学生、同じく丙種学生、整備学生、暗号学生と、下士官学生とされた。学生定員数は将校570名、下士官550名である。加古川教導航空通信団の編制は少将を団長として、司令部、1個教導整備隊、4個教育隊である。団司令部および第1教育隊は加古川、教導整備隊および第2教育隊は尾上、第3教育隊は神野、第4教育隊は菊池に置かれた。4個教育隊をあわせ定員7050名の教育を計画し、各教育隊では特別幹部候補生、少年飛行兵、少年飛行兵となる生徒に対する教育を行った。
4月の部隊改編後、空襲の激化に伴い、部隊は吉田村の校舎を放棄し、河和田、緑岡、赤塚、見川の山林内に急ごしらえで設けた半地下壕舎に分散展開するようになった。
同年8月、御前会議でポツダム宣言の受諾が最終決定され、8月15日正午より太平洋戦争の終戦に関する玉音放送が行われた。部隊内では終戦の真偽も含めて恭順派と徹底抗戦派で激論が交わされ、北条町（現つくば市）に駐屯中の歩兵第172連隊第2大隊への出撃要請も出されたという。
8月17日未明、恭順派の田中常吉少佐が射殺され、決起派の岡島哲少佐らが上京を決意。水戸教導航空通信師団の将校ら約390名がそれぞれ武器を携行し鉄道で東京に向かい、同日の午後には上野恩賜公園内の美術学校に集結した。東京美術学校を占拠した決起派は「昭和勤皇彰義隊」の旗を掲げて近衛師団等に決起を呼びかけたが同調者はなかった。将校らはそのまま美術学校を19日まで占拠したため、東部軍管区司令官の田中静壱大将は宮城事件のような事態になることを危惧し、軍管区参謀らを上野に派遣し説得させることにした。
8月18日夜、近衛師団参謀の石原貞吉少佐らと決起軍の間で幹部会議が設けられ、決起軍は石原少佐の説得に応じて部隊の撤収に同意したが、唯一これに応じなかった林慶紀少尉が石原少佐を射殺するに至った。林少尉はさらに同僚の杉茂少佐に銃口を向けたが、負傷し、その場で自決したという。これを契機として状況は終息に向かい、上野に集結した将校らは翻意して20日に水戸へ帰還、首謀者の岡島少佐ら3名は水戸徳川邸前で自決した。同月中に師団は逐次復員を行った。

## 年譜
- 1940年8月 - 水戸陸軍飛行学校内に陸軍航空通信学校を設置。
- 1940年10月 - 陸軍航空通信学校を東茨城郡に移転。
- 1943年9月 - 陸軍航空通信学校加古川教育隊ほか教育隊を設置。
- 1944年4月 - 陸軍航空通信学校長岡教育隊ほか教育隊を設置。
- 1945年4月 - 陸軍航空通信学校を水戸教導航空通信師団、加古川教育隊等を加古川教導航空通信団へ改編。
- 1945年8月 - 終戦により廃止。

## 歴代校長等

### 陸軍航空通信学校
- 藤田朋 中将：1940年8月1日 - 1941年10月15日
- 藤沢繁三 少将：1941年10月15日 - 1943年8月3日
- 安達三朗 大佐：1943年8月3日 - 1944年5月10日[14]（1944年3月1日、少将に進級[15]）
- 板花義一 中将：1944年5月10日[14] - 1944年8月8日[16]
- 田中友道 少将：1944年8月8日[16] - 1945年5月3日[17]（1945年4月30日、中将に進級[18]）

### 水戸教導航空通信師団
教導航空通信師団編成により、それまでの校長は師団長となった。ただし通常の師団長が天皇より直接辞令を受ける親補職であるのに対し、水戸教導航空通信師団長は親補職ではなかった。
- 田中友道 中将：1945年5月3日[17] -

### 加古川教導航空通信団
陸軍航空通信学校の教育隊のうち、遠隔地にあるものは加古川教育隊を基幹として加古川教導航空通信団を編成した。団長には陸軍航空通信学校附であった渡辺粂一少将が補職された。
- 渡辺粂一 少将：1945年5月3日[17] -

第1教育隊（加古川）
- 内藤二三男 中佐：1945年5月3日 -

第2教育隊（尾上）
- 大野南海雄 中佐：1945年5月3日 -

第3教育隊（神野）
- 松下孝 少佐：1945年5月3日 -

第4教育隊（菊池）
- 吉村清 中佐：1945年5月3日 -

### 陸軍電波兵器練習部
第1教育隊（長岡）
- 八木斌 中佐：1945年5月3日 -

## 卒業生
- 富田正一 (詩人)
- 向井武文
- 佐藤行通
- 川村晃
- 小林正雄 ‐ 伊勢新聞社長